# Thilo Sarrazin
Pour les articles homonymes, voir Sarrazin.
Thilo Sarrazin (né le 12 février 1945 à Gera, Allemagne) est un homme politique (membre du SPD), économiste et banquier allemand. Il est membre du directoire de la Deutsche Bundesbank à partir de 2009, poste qu'il a quitté l'année suivante à la suite de la polémique déclenchée par la parution d'un ouvrage critique sur l'immigration musulmane.
Son livre L'Allemagne disparaît (Deutschland schafft sich ab, titre que l'on pourrait traduire littéralement par « L'Allemagne se supprime elle-même ») est le livre politique le plus vendu de la décennie en Allemagne.

## Biographie
Thilo Sarrazin est l'aîné des quatre enfants du médecin et écrivain Hans-Christian Sarrazin (1914-2013) et de la fille d'un grand propriétaire de Prusse-Occidentale. Il est né dans les derniers moments de la Seconde Guerre mondiale à Gera, alors que sa mère en tant que réfugiée des anciens territoires allemands de l'Est est venue temporairement chez des parents. Il grandit à Recklinghausen et passe son Abitur en 1965 à l'école Petrinum, une école de langues anciennes de la ville. Après son service militaire, il étudie de 1967 à 1971 l'économie à l'Université de Bonn, où il travaille ensuite comme assistant à l'Institut de politique industrielle et des transports, et en 1973 il obtient son doctorat auprès de Fritz Voigt à la Faculté de droit et de sciences politiques. Dans sa thèse, il aborde les problèmes théoriques de l'histoire économique du point de vue du rationalisme critique.
De novembre 1973 à décembre 1974, Sarrazin est employé scientifique à la Fondation Friedrich-Ebert. A cette même époque, il rejoint le Parti social-démocrate d'Allemagne (SPD).
À partir de 1975, Sarrazin travaille dans la fonction publique fédérale jusqu'en 1978 en tant que consultant au sein du ministère des Finances (délégation 1977 au FMI à Washington, DC), puis à partir de 1981 en tant que chef d'unité au sein du ministère des Affaires sociales et du Travail, de … 1981 … à nouveau au ministère fédéral des Finances. Durant la période 1978-1982, il rédige des discours pour Hans Apel. A partir d'octobre 1981, il est chef de bureau et proche collaborateur du ministre des Finances Hans Matthöfer et de son successeur Manfred Lahnstein.
Après le départ de la coalition sociale-libérale en octobre 1982 Sarrazin reste au ministère fédéral des Finances, où il est temporairement responsable du transport ferroviaire et gère plusieurs rapports successifs, y compris, en 1989-1990, celui concernant l'unité intérieure des relations intra-allemandes, des rapports monétaires, économiques et sociaux avec le ministre allemand des Finances Theo Waigel et avec le futur président allemand Horst Köhler.
De 1990 à 1991, Sarrazin travaille pour la Treuhandanstalt. Jusqu'en 1997, il est secrétaire d'État au ministère des Finances de Rhénanie-Palatinat, puis président de la direction de la société fiduciaire TLG Immobilien. De 2000 à décembre 2001, il est membre de la Deutsche Bahn, de janvier 2002 à avril 2009, sénateur chargé des finances à Berlin et de mai 2009 à septembre 2010 membre du directoire de la Deutsche Bundesbank.
À la suite de l'opération d'une tumeur bénigne sur les nerfs de l'oreille interne en août 2004, la moitié droite de son visage reste partiellement paralysée.
Sarrazin est marié avec l'enseignante d'école primaire à la retraite et auteur, Ursula Sarrazin, fille de l'ancien président de la Confédération Allemande des Syndicats (DGB), Ernst Breit, et a deux fils.
En décembre 2016, le magazine Cicero le place en cinquième position sur sa liste des intellectuels allemands les plus importants.
En 2015, bien que toujours membre du SPD, il participe à des meetings de l'AFD.

### Ouvrages
Son livre Deutschland schafft sich ab (L'Allemagne disparaît) est le scandale de la rentrée 2010 en Allemagne,. La première édition du livre (25 000 exemplaires) est entièrement vendue le jour même de sa sortie.
Sarrazin décrit dans son livre les conséquences qui résulteraient pour l'Allemagne de la baisse de son taux de natalité, de l'augmentation de la part du revenu global perçue par des classes défavorisées et de l'immigration en provenance de pays à prédominance musulmane.
Selon Sarrazin, l'une des questions clés pour l'avenir de l'Allemagne tiendrait aux changements démographiques, à l'hétérogénéité croissante de la société, à la diminution de l'efficacité et à l'augmentation de la proportion d'enfants issus de milieux dits « éloignés de la culture » dans le système éducatif.
Le livre présente une analyse de l'immigration en Allemagne, en particulier de l'immigration provenant de pays de culture musulmane. Il développe des questions d'intégrations économique et culturelle et examine la question de sociétés dites parallèles. Il soutient que « le manque d'intégration est dû aux attitudes des immigrés musulmans ». Significatif d'après lui de la volonté de s'intégrer à la société allemande serait le comportement marital. Selon Sarrazin, 60 % des mariages de ressortissants turcs en Allemagne ont été contractés avec un partenaire turc. Ce « partenaire à l'importation » proviendrait « toujours » de l'environnement régional du conjoint et, souvent, serait en relation étroite avec la famille dans laquelle il se marie. Cela conduirait à une éducation très faible de la nouvelle structure familiale, à un éloignement de la culture de la société d'accueil et à une reconduction des difficultés et des obstacles à l'intégration. Les migrants musulmans — en particulier ceux venant de Turquie et des pays arabes — seraient difficiles à intégrer, contrairement aux étrangers de l'UE, aux Vietnamiens ou aux rapatriés. Ils auraient un rendement scolaire inférieur, seraient souvent au chômage et recevraient davantage de prestations sociales que les autres.
Il conclut que la société allemande vieillit, devient plus hétérogène et moins efficace. Le nombre moyen d'enfants serait plus important dans les classes moins éduquées que dans les classes instruites. De cette manière augmenterait progressivement le nombre de personnes qui, en raison de leurs lacunes scolaires, présenteraient des difficultés à s'intégrer dans la vie active : « La baisse continue du potentiel quantitatif en intelligences scientifiques et techniques se poursuivra ».
Le 2 septembre 2010, à la suite des propos jugés racistes par la majorité des médias et de la classe politique, le directoire de la Bundesbank demande au président fédéral d'Allemagne Christian Wulff de révoquer Sarrazin. Ses propos ont été critiqués par la chancelière allemande Angela Merkel et par le président fédéral du parti social-démocrate d'Allemagne (SPD) Sigmar Gabriel qui a aussi suggéré la démission de Sarrazin du parti.
Pour autant, des sondages montrent que près de la moitié des Allemands (y compris des membres du SPD) étaient d'accord avec les visions politiques de Sarrazin. Ces mêmes sondages lui accordaient 18 % d'intentions de vote dans le cas où il aurait créé un parti. Selon Matthias Matussek du magazine allemand Der Spiegel, « Le politiquement correct passe sous silence un débat important ». Pour le journal The Economist, Sarrazin avec son ouvrage a ainsi donné « une voix aux peurs et aux ressentiments qui n'ont pas de débouchés politiques ».
En 2018, il prépare un nouveau livre intitulé Feindliche Übernahme - Wie der Islam den Fortschritt behindert und die Gesellschaft bedroht (Prise de contrôle hostile. Comment l'islam entrave le progrès et menace la société). Mais son éditeur Random House décide finalement début mai de ne pas le publier. La raison en serait les craintes de la direction de la maison d'édition que le nouveau livre renforce l'humeur critique vis-à-vis de l'islam en Allemagne. Le livre devrait être publié par l'éditeur Münchner Verlagsgruppe (de) (MVG).

## Publications

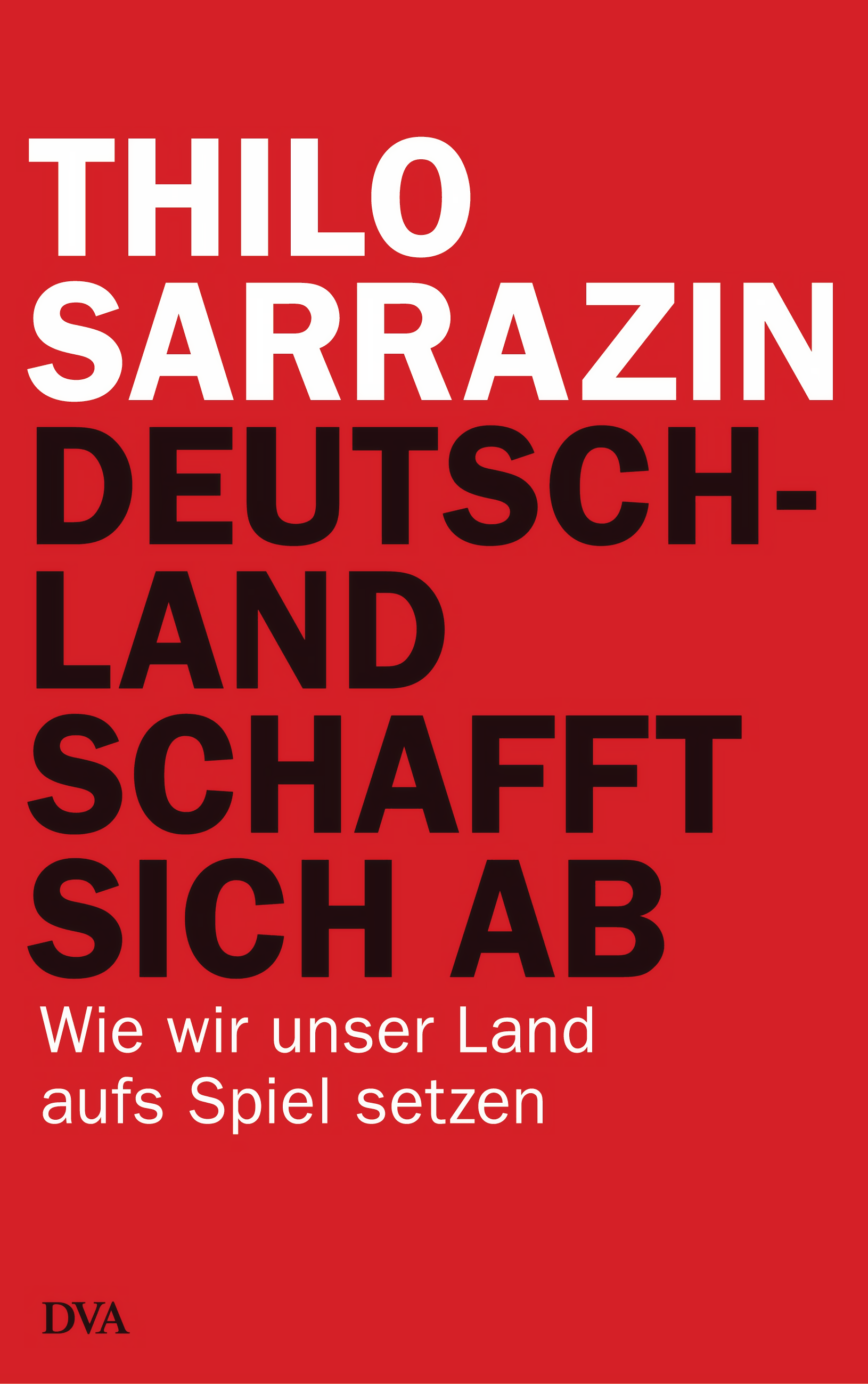
Son livre : L'Allemagne disparaît.

(Liste non exhaustive des publications).
Auteur
- [1974] (de) Ökonomie und Logik der historischen Erklärung : zur Wissenschaftslogik der New economic history [« Économie et analyse historique »], Bonn / Bad Godesberg, Verlag neue Gesellschaft, coll. « Friedrich-Ebert-Stiftung Forschungsinstitut  (ISSN 0429-7253), vol. 109 », 1974, 168 p., 24 cm (ISBN 3-87831-178-8, OCLC 493676464, DNB 740548077, SUDOC 11554724X, présentation en ligne).
- [1997] (de) Der Euro : Chance oder Abenteuer ? [« L'euro : opportunité ou aventure ? »], Bonn, Verlag J.H.W. Dietz Nachfolger (réimpr. 1998) (1re éd. 1997), 319 p., 19 cm (ISBN 3-8012-0273-9 et 3-8012-0244-5, OCLC 690498007, DNB 94905996X, SUDOC 144404761, présentation en ligne).
- [1998] (de) Reform der Finanzverfassung [« Réforme de la constitution financière »], Bonn, Managerkreis der Friedrich-Ebert-Stiftung [« Bibliothèque FES (de) »], 1998, 13 p., 30 cm (DNB 956436358, lire en ligne). [(fr) version traduite].
- [1999] (de) Ansatzpunkte für eine europäische Arbeitsmarkt- und Beschäftigungspolitik [« Points de départ d'un marché du travail européen et d'une politique de l'emploi : prise de position »], Bonn, Managerkreis der Friedrich-Ebert-Stiftung [« Bibliothèque FES »], 1999, 8 p., 30 cm (DNB 957572921, lire en ligne). [(fr) version traduite].
- [2004] (de) Gestaltung der Zukunftsfähigkeit Berlins in Zeiten knapper Kassen [« Modéliser la viabilité future de Berlin en période de restrictions budgétaires »], Berlin, Initiative Hauptstadt Berlin (de) (IHB), 2004, 25 p., 30 cm (ISBN 978-3-935496-13-1, OCLC 226298760, DNB 987401793, présentation en ligne).
- [2008] (de) Neue Wege zu einer angemessenen Finanzverteilung im Bundesstaat [« Nouvelles façons d'assurer une répartition financière appropriée dans l'État fédéral »], Münster, FVSG (de), 2008, 23 p., 21 cm (OCLC 311079273, DNB 992175445, présentation en ligne).
- [2012] (de) Deutschland schafft sich ab : wie wir unser Land aufs Spiel setzen, Munich, DVA (réimpr. 2012) (1re éd. 2010), 461 p., 22 cm (ISBN 978-3-421-04430-3 et 978-3-421-04545-4, OCLC 717169779, DNB 1002534909, SUDOC 148418864, présentation en ligne).
  - [2012] L'Allemagne disparaît : quand un pays se laisse mourir (trad. Jean-Baptiste Offenburg), Paris, Éditions du Toucan (réimpr. 2015) (1re éd. 2012), 492 p., 23 cm (ISBN 978-2-81000-529-1, OCLC 864982941, BNF 43564965, SUDOC 169028747, présentation en ligne).
- [2012] (de) Europa braucht den Euro nicht. Wie uns politisches Wunschdenken in die Krise geführt hat [« L'Europe n'a pas besoin de l'Euro. Comment les vœux pieux politiques nous ont conduits à la crise »], Munich, Deutsche Verlags-Anstalt, 2012, 461 p., 22 cm (ISBN 978-3-421-04562-1, OCLC 1128938980, DNB 1020932244, présentation en ligne).

Éditeur scientifique
- [1974] (de) Th. Sarrazin, M. Tietzel (de) et F. Spreer, « Krise und Planung in marxistischer Sicht: Das Beispiel Habermas : [« Crise et planification dans une perspective marxiste : l'exemple d'Habermas »] », dans Hamburger Jahrbuch für Wirtschafts- und Gesellschaftspolitik, vol. 19, Tübingen, J.C.B. Mohr (P. Siebeck), 1974, 342 p., in-8o (ISBN 3-1633-6111-0, présentation en ligne), p. 293–318.
- [1975] (de) Georg Lührs (éditeur), Th. Sarrazin, Frithjof Spreer et al., Kritischer Rationalismus und Sozialdemokratie [« Rationalisme critique et social-démocratie »], vol. 2, Berlin, Bonn / Bad Godesberg, Verlag J.H.W. Dietz Nachf (de), 1975-1976, XVI-482, 389, 20 cm (ISBN 3-8012-1079-0 et 3-8012-1090-1, DNB 550197419, présentation en ligne).
- [1976] (de) Th. Sarrazin (Éditeur), Investitionslenkung: „Spielwiese“ oder „vorausschauende Industriepolitik?“ [« Gestion des investissements : Cour de récréation ou politique industrielle prospective ? »], Bonn / Bad Godesberg, Verlag Neue Gesellschaft, 1976, 261 p., 22 cm (ISBN 3-87831-216-4, DNB 760165181).
- [1978] (de) Georg Lührs, Th. Sarrazin (Co-éditeur), Frithjof Spreer et al., Theorie und Politik aus kritisch-rationaler Sicht [« Théorie et politique dans une perspective critique-rationnelle »], Bonn, Verlag J.H.W. Dietz Nachf, 1978, XXIV-225 p., 20 cm (ISBN 978-3-8012-1111-0, OCLC 473570045, DNB 780381769).
- [1978] (de) Herbert Ehrenberg, von Alexander E. Lang (Éd. scientifique) et Th. Sarrazin (Éd. scientifique), Beiträge zur Sozialpolitik [« Contributions à la politique sociale »], Bonn, Verl. AZ Studio, 1978, 305 p., 20 cm (BNF 34789105, DNB 790348888).
- [2007] (de) Th. Sarrazin (Coll.), Guido Spars (de) (Coll.), Reiner Braun (de) (Coll.) et al., Instituts für Städtebau, Wohnungswirtschaft und Bausparwesen e.V [« Institut pour le développement urbain, l'épargne logement et la construction »] (préf. Stefan Jokl), Regionale bzw. kommunale Entwicklungen im Bereich der Wohnungs- und Städtebaupolitik [« Développements régionaux ou communaux dans le domaine de la politique du logement et du développement urbain »], vol. 69 (Kongress), Berlin, Domus Verl., 2007, 110 p., 23 cm (ISBN 978-3-87169-543-8, OCLC 182777056, DNB 984276947, présentation en ligne).